# Partnair

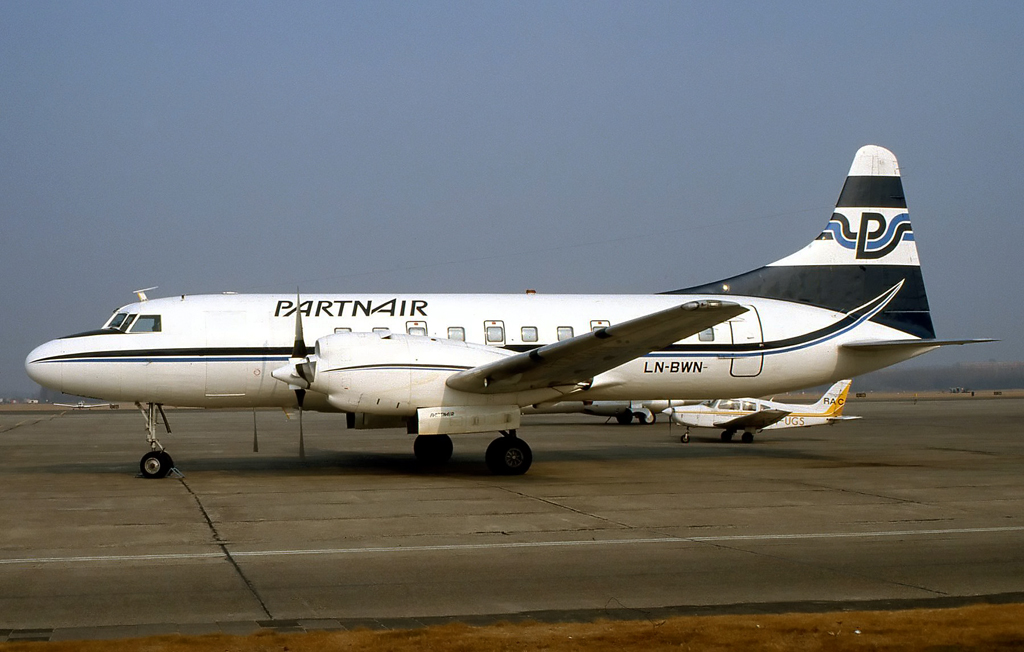
Un Convair 580 de la compagnie Partnair

Partnair était une compagnie aérienne norvégienne charter aujourd'hui disparue. Elle a été active entre 1971 et 1989.
Son siège était établi à Paralift en 1968 pour permettre à un groupe d'amis de faire du parachutisme.

## Flotte aérienne
Partnair exploitait trois Convair CV-580 et six Beechcraft Super King Air.

## Accident aérien
La compagnie a subi un grave accident en 1989, avec l'écrasement du Vol 394 Partnair : les 50 passagers et 5 membres d'équipage ont péri. L'enquête a déterminé que les causes de l'accident étaient liées à de graves négligences dans la maintenance, avec en particulier l'utilisation de pièces de rechange non conformes. La compagnie a cessé ses activités peu après. La législation et les contrôles ont été renforcés dans les compagnies aériennes.